# Блажевски, Марко
Марко Блажевски (макед. Марко Блажевски, род. 10 ноября 1992, Скопье) — македонский пловец, участник Олимпийских игр 2012 года и 2016 года.
На церемонии открытия Олимпийских игр 2012 года был знаменосцем команды Республики Македонии.

## Карьера
На Олимпиаде в Лондоне принял участие в соревнованиях среди мужчин на 400 метров комплексным плаванием. Заняв 34-е место, не смог пробиться в следующий этап.